# Lliga europea d'hoquei sobre patins femenina 2016-2017
La Lliga europea femenina 2016-17 fou l'onzena edició de la competició. Se celebrà des del 12 de novembre de 2016 fins al 26 de març de 2027 i fou organitzada per la Confederació Europea de Patinatge. Hi participaren tretze equips de les principals lligues europees, quatre dels quals de l'OK Lliga, destacant  el Club Patí Voltregà, vigent campió, el Club Patí Manlleu, l'Hostelcur Gijón HC i el Hoquei Club Palau de Plegamans.  La competició es disputà en dues fases, la primera en format d'eliminació directa a doble partit, amb una primera ronda i els quarts de final, i, una fase final, en format de final a quatre.
La fase final de la competició es disputà el 25 i 26 de març al Pavelló d'Esports de Gijón. Es proclamà campió el CP Voltregà, que guanyà a la final a l'equip amfitrió, l'Hostelcur Gijón HC, per 1 a 0 amb un gol Natasha Lee. El club osonenc aconseguí la seva cinquena Lliga europea.

## Clubs participants
- SL Benfica
- SC Bison-Calenberg
- US Coutras RH
- SC Darmstadt
- Hostelcur Gijón HC
- ERG Iserlohn
- CP Manlleu
- SA Merignac
- HC Estrelas Molfeta
- CS Noisy Le Grand
- Generali HC Palau
- CP Voltregà
- RHC Vordemwald

## Primera ronda
| Equip 1            | Global | Equip 2            | Anada | Tornada |
| ------------------ | ------ | ------------------ | ----- | ------- |
| SA Merignac        | 2-12   | SL Benfica         | 0-5   | 2-7     |
| CS Noisy Le Grand  | 12-4   | RHC Vordemwald     | 10-2  | 2-2     |
| SC Bison-Calenberg | 4-26   | Hostelcur Gijón HC | 1-12  | 3-14    |
| RSC Darmstadt      | 1-19   | Generali HC Palau  | 1-8   | 0-11    |
| US Coutras RH      | 8-5    | ERG Iserlohn       | 1-1   | 7-4     |

## Quarts de final
| Equip 1             | Global | Equip 2            | Anada | Tornada |
| ------------------- | ------ | ------------------ | ----- | ------- |
| HC Estrelas Molfeta | 4-13   | CP Manlleu         | 2-6   | 2-7     |
| Generali HC Palau   | 3-5    | Hostelcur Gijón HC | 2-4   | 1-1     |
| SL Benfica          | 15-4   | US Coutras RH      | 10-2  | 5-2     |
| CP Voltregà         | 21-1   | CS Noisy Le Grand  | 10-0  | 11-1    |

## Fase final

### Quadre de competició
|  | Semifinals           | Semifinals  |                      |   | Final | Final |
|  |                      |             |                      |   |       |       |
|  | 25 de març 18:30 CET |             |                      |   |       |       |
|  |                      |             |                      |   |       |       |
|  | SL Benfica           | 3           |                      |   |       |       |
|  | SL Benfica           | 3           | 26 de març 12:00 CET |   |       |       |
|  | Hostelcur Gijón HC   | 4           |                      |   |       |       |
|  | Hostelcur Gijón HC   | 4           | Hostelcur Gijón HC   | 0 |       |       |
|  | 25 de març 20:30 CET |             | Hostelcur Gijón HC   | 0 |       |       |
|  |                      | CP Voltregà | 1                    |   |       |       |
|  | CP Voltregà          | CP Voltregà | 1                    | 5 |       |       |
|  | CP Voltregà          |             |                      | 5 |       |       |
|  | CP Manlleu           | 2           |                      |   |       |       |
|  | CP Manlleu           | 2           |                      |   |       |       |

### Final
| Hostelcur Gijón HC | 0‐1            | CP Voltregà |
| ------------------ | -------------- | ----------- |
|                    | Notícia Partit | Lee 10'     |

| Hostelcur Gijón HC | CP Voltregà |

| #                      | Pos. | Nom                    |           |
| ---------------------- | ---- | ---------------------- | --------- |
| 1                      | POR  | Elena González Lolo    |           |
| 2                      |      | Marta González Piquero | Amonestat |
| 5                      |      | Sara González Lolo     |           |
| 7                      |      | Olga Giménez           |           |
| 9                      |      | Alba Garrote           |           |
| 12                     |      | Paula Calleja          |           |
| 14                     |      | Lorena Alonso          |           |
| 57                     |      | María Diez             |           |
| 75                     |      | Anna Casarramona       |           |
| 51                     | POR  | Judit Morera           |           |
| Entrenadora            |      |                        |           |
| María Fernández Grande |      |                        |           |

| Campió de la Lliga europea 2016-17 |
| ---------------------------------- |
| CP Voltregà Cinquè títol           |

| #                | Pos. | Nom               |  |
| ---------------- | ---- | ----------------- |  |
| 10               | POR  | Laia Vives        |  |
| 2                |      | Natasha Lee       |  |
| 4                |      | Berta Tarrida     |  |
| 5                |      | Cristina Barceló  |  |
| 6                |      | Nara López        |  |
| 7                |      | Anna Romero       |  |
| 8                |      | Adriana Gutíerrez |  |
| 9                |      | Aina Arxé         |  |
| 79               |      | Joana Comas       |  |
| 1                | POR  | Aina Lafont       |  |
| Entrenador       |      |                   |  |
| Alberto Borregán |      |                   |  |

## Estadístiques
| Nota. Jugadores amb sis o més gols |

| \| Màxima golejadora \| Màxima golejadora \| Màxima golejadora \| Màxima golejadora \| Màxima golejadora \| Màxima golejadora \| \| # \| Nom \| Club \| G \| PJ \| GPP \| \| ----------------- \| ---------------------- \| ------------------ \| ----------------- \| ----------------- \| ----------------- \| \| 1 \| Rita Lopes \| SL Benfica \| 12 \| 3 \| 4.00 \| \| 2 \| Marlene Sousa \| SL Benfica \| 10 \| 3 \| 3.33 \| \| 3 \| Marta González Piquero \| Hostelcur Gijón HC \| 9 \| 3 \| 3.00 \| \| 4 \| Anna Casarramona \| Hostelcur Gijón HC \| 8 \| 3 \| 2.67 \| \| 4 \| Maria Díez \| Hostelcur Gijón HC \| 8 \| 3 \| 2.67 \| \| 6 \| Natasha Lee \| CP Voltregà \| 6 \| 3 \| 2.00 \| \| 6 \| Adriana Gutiérrez \| CP Voltregà \| 6 \| 3 \| 2.00 \| Font: RinkHockey.net |                        |                    |    |    |      |
| Màxima golejadora |                        |                    |    |    |      |
| # | Nom                    | Club               | G  | PJ | GPP  |
| 1 | Rita Lopes             | SL Benfica         | 12 | 3  | 4.00 |
| 2 | Marlene Sousa          | SL Benfica         | 10 | 3  | 3.33 |
| 3 | Marta González Piquero | Hostelcur Gijón HC | 9  | 3  | 3.00 |
| 4 | Anna Casarramona       | Hostelcur Gijón HC | 8  | 3  | 2.67 |
| 4 | Maria Díez             | Hostelcur Gijón HC | 8  | 3  | 2.67 |
| 6 | Natasha Lee            | CP Voltregà        | 6  | 3  | 2.00 |
| 6 | Adriana Gutiérrez      | CP Voltregà        | 6  | 3  | 2.00 |